# Ciudadano Buelna
Ciudadano Buelna és una pel·lícula del 2013, dirigida per Felipe Cazals. Retrata la vida del ciutadà sinaloenc Rafael Buelna, qui va participar en la Revolució Mexicana.

## Sinopsi
Retrata la vida del ciutadà sinaloenc Rafael Buelna (Sebastián Zurita), "qui representa als veritables perdedors de la Revolució Mexicana que no va poder ser, a causa de la irremeiable contradicció existent entre els seus ideals i la seva endògena corrupció".
Rafael Buelna es mantindrà ferm a les seves conviccions. No sols s'enfrontarà a les complicacions de la revolució, sinó haurà de desafiar a les dificultats de l'amor veritable de la mà de la seva estimada Luisa Sarría (Marimar Vega). En la pel·lícula, Buelna protagonitza a un jove patriota que lluita per la defensa de la justícia i llibertat del seu país.

## Producció
La idea primària va ser proposada per la Universitat Autònoma de Sinaloa i es va filmar en escenaris naturals de: Mocorito, El Fuerte, Cosalá i Los Mochis, Sinaloa; Hidalgo, Puebla i la Ciutat de Mèxic. Per a la seva producció es va comptar amb un equip d'aproximadament, 150 persones i 2000 extres. Al voltant de 200 cavalls amb els seus respectius genets. En el seu talent artístic compta amb més de 40 actors entre estel·lars, primeres parts i secundàries. És ambientada en l'època revolucionària apegada a documents històrics.

## Elenc
| Actor/Actriu          | Personatge que interpreta |
| --------------------- | ------------------------- |
| Sebastián Zurita      | Rafael Buelna             |
| Marimar Vega          | Luisa Sarría              |
| Damián Alcázar        | Lucio Blanco              |
| Jorge Zárate          | Heriberto Frías           |
| Tenoch Huerta         | Emiliano Zapata           |
| Bruno Bichir          | Antonio Díaz Soto y Gamma |
| Elizabeth Cervantes   | Güera Carrasco            |
| Dagoberto Gama        | Juan Carrasco             |
| Gustavo Sánchez Parra | Álvaro Obregón            |
| Enoc Leaño            | Francisco Villa           |
| Andrés Montiel        | Martín Luis Guzmán        |
| Raúl Méndez           | Venustiano Carranza       |

## Locacions
El rodatge va iniciar el 26 de març de 2012 a El Fuerte, Sinaloa i va concloure el 4 de maig al centre Històric de la Ciutat de Mèxic. Aquests són els llocs on es va filmar:
- El Fuerte, Sinaloa.
- Mocorito, Sinaloa.
- Los Mochis, Sinaloa.
- Cosalá, Sinaloa
- Zempoala, Hidalgo.
- Puebla, Puebla.
- Micuautla, Puebla.
- San Roque, Estat de Puebla.
- Ciudad de México.
- Oriental,Puebla

## Premis i nominacions
| Any  | Categoria                 | Persona                                           | Resultat   |
| ---- | ------------------------- | ------------------------------------------------- | ---------- |
| 2014 | Millor fotografia         | Martín Boege                                      | Nominat    |
| 2014 | Millor so                 | Samuel Larson, Gabriel Coll i Miguel Ángel Molina | Nominats   |
| 2014 | Millor disseny d'art      | Lorenza Manrique                                  | Guanyadora |
| 2014 | Millor vestuari           | Mayra Gabriela Juárez                             | Guanyadora |
| 2014 | Millor maquillatge        | Roberto Ortiz                                     | Nominat    |
| 2014 | Millors efectes especials | Jorge C. Farfán Barros                            | Nominat    |

| Any  | Categoria                                          | Persona                     | Resultat  |
| ---- | -------------------------------------------------- | --------------------------- | --------- |
| 2014 | Millor pel·lícula                                  | Millor pel·lícula           | Nominada  |
| 2014 | Diosa de Plata Emilio “Indio” Fernández a director | Felipe Cazals               | Nominat   |
| 2014 | Diosa de Plata a actor                             | Sebastián Zurita            | Guanyador |
| 2014 | Coactuació masculina                               | Damián Alcázar              | Nominat   |
| 2014 | Paper de quadre masculí                            | Tenoch Horta                | Nominat   |
| 2014 | Paper de quadre femení                             | Marimar Vega                | Nominada  |
| 2014 | Diosa de Plata “Gabriel Figueroa” a fotografía     | Martin Boege                | Guanyador |
| 2014 | Millor Edició                                      | Oscar Figueroa Jara         | Nominat   |
| 2014 | Millor Guió                                        | Felipe Cazals i Leo Mendoza | Nominats  |